# 달벌 전투
달벌 전투(達伐戰鬪)는 김우징이 이끄는 군대가 839년 신라 민애왕을 격파한 전투이다.
김우징은 김제륭과 왕위를 두고 다투다가 살해된 김균정의 아들로 아버지가 살해되자 장보고의 청해진으로 도망와 있었다.
이런 와중에 희강왕이 자살하고 민애왕 즉위하자 김우징은 장보고에게 5천 명의 군사를 빌려 838년 12월에 김민주가 이끄는 군대를 격파하고 839년 1월에 달벌(지금의 대구로 달구벌이라고도 불림)에서 정부군 10만 명과 운명적인 전투를 치러 정부군을 격파하고 서라벌(경주)로 쳐들어갔다.
민애왕은 도망가다가 잡혀 죽었고 김우징이 신무왕으로 즉위했다.